# Newburgh, Indiana
Newburgh är en ort i Warrick County i delstaten Indiana, USA.